# Туссен, Анна Луиза Гертруда
Анна Луиза Гертруда Туссен (нидерл. Anna Louisa Geertruida Toussaint; 16 сентября 1812[…], Алкмар — 13 апреля 1886[…], Гаага) — нидерландская писательница, романистка, жена художника Йоханнеса Босбома.

## Биография
Анна Луиза Гертруда Туссен была дочерью учёного-химика, имевшего гугенотское происхождение.
Получила хорошее образование и с ранних лет, в том числе из-за слабого здоровья и замкнутого образа жизни, пристрастилась к чтению и изучению исторических сочинений. Свой первый роман опубликовала в 1837 году. В 1851 году вышла замуж за художника Йоханнеса Босбома.
Наибольшей известностью пользовались её исторические романы: «Het huis Lauernesse» (1841); «Leycester en Nederland», «De vrouwen van het Leycester’sche Tijdperk» и «Gideon Florensz» (1851—54), обнаруживающие детальное знакомство автора с изображаемой эпохой и умение передать её исторический колорит; это чисто народные произведения и по сюжету, и по языку, и по общему духу. Позже, после 1870 года, Туссен прекратила писать исторические романы и написала несколько романов из современной ей жизни, например, «Majoor Frans» (1875), которые, в отличие от её исторических произведений, не имели того же успеха.
Собрание её романов вышло в Арнгейме в 1880—1882 годах.
Анна Луиза Гертруда Туссен умерла 13 апреля 1886 года в городе Гааге.
К столетию со дня рождения писательницы в родном городе ей был установлен памятник (см. фото).